# Sphaerosepalaceae
Sphaerosepalaceae Tiegh., 1900 è una famiglia di piante angiosperme dell'ordine Malvales.

## Tassonomia
La famiglia comprende i seguenti generi:
- Dialyceras Capuron
- Rhopalocarpus Bojer